# Tetragnatha filiformata
Tetragnatha filiformata är en spindelart som beskrevs av Roewer 1942. Tetragnatha filiformata ingår i släktet sträckkäkspindlar, och familjen käkspindlar.
Artens utbredningsområde är Guyana. Inga underarter finns listade i Catalogue of Life.